# 김주환 (희극인)
김주환(1986년 11월 2일 ~ )은 대한민국의 희극 배우이다.

## 방송
- tvN 코미디빅리그
  - 리얼선택극장 SOS 해상구조대
  - 이게 무슨 일이야